# Jerome Dyson
Jerome Clifton Dyson (Rockville, 1º maggio 1987) è un ex cestista statunitense soprannominato "The Sniper" , che giocava come playmaker o guardia.

## Carriera

### Club
Dopo non essere stato scelto da nessuna franchigia al Draft NBA 2010 viene ingaggiato dai Tulsa 66ers in NBA Development League.
La successiva stagione partecipa all'NBA Development League All-Star Game 2012 e finisce la stagione con i New Orleans Hornets in NBA.
Nel 2012 passa all'Hapoel Holon in Ligat ha'Al.
Nell'agosto 2013 firma un contratto annuale con l'Enel Basket Brindisi, squadra militante in Serie A.
Nel luglio 2014 firma con la Dinamo Sassari, altra squadra militante nel massimo campionato italiano e in Eurolega. Con la società sarda si laurea campione d'Italia nel 2015, vince la Coppa Italia e la Supercoppa italiana venendo nominato anche MVP.
Il 23 novembre 2015 l'Auxilium Torino annuncia il suo ingaggio fino al termine della stagione.
Il 12 luglio 2016 firma con l'Hapoel Gerusalemme B.C. allenata da Simone Pianigiani.

### Nazionale
Prende parte con la Nazionale statunitense ai Giochi panamericani di Guadalajara 2011. Chiude il torneo con 11,4 punti di media a partita (con un picco di 19 contro l'Uruguay) risultando uno dei giocatori più determinanti per la conquista della medaglia di bronzo.

## Statistiche

### NBA
| Stagione        | Squadra             | Competizione    | Partite | Partite | Partite | Statistiche tiro | Statistiche tiro | Statistiche tiro | Altre statistiche | Altre statistiche | Altre statistiche | Altre statistiche | Altre statistiche |
| Stagione        | Squadra             | Competizione    | Pres.   | Titol.  | Minuti  | Tiri da 2        | Tiri da 3        | Liberi           | Rimb.             | Assist            | Rubate            | Stopp.            | Punti             |
| --------------- | ------------------- | --------------- | ------- | ------- | ------- | ---------------- | ---------------- | ---------------- | ----------------- | ----------------- | ----------------- | ----------------- | ----------------- |
| 2011-2012       | New Orleans Hornets | NBA             | 9       | 1       | 180     | 18/40            | 1/8              | 28/36            | 19                | 18                | 11                | 2                 | 67                |
| Totale carriera | Totale carriera     | Totale carriera | 9       | 1       | 180     | 18/40            | 1/8              | 28/36            | 19                | 18                | 11                | 2                 | 67                |

### Serie A
| Stagione        | Squadra                       | Competizione    | Partite | Partite | Partite | Statistiche tiro | Statistiche tiro | Statistiche tiro | Altre statistiche | Altre statistiche | Altre statistiche | Altre statistiche | Altre statistiche |
| Stagione        | Squadra                       | Competizione    | Pres.   | Titol.  | Minuti  | Tiri da 2        | Tiri da 3        | Liberi           | Rimb.             | Assist            | Rubate            | Stopp.            | Punti             |
| --------------- | ----------------------------- | --------------- | ------- | ------- | ------- | ---------------- | ---------------- | ---------------- | ----------------- | ----------------- | ----------------- | ----------------- | ----------------- |
| 2013-2014       | N.B. Brindisi                 | Serie A         | 32      | 32      | 934     | 123/241          | 57/156           | 135/195          | 119               | 100               | 50                | 1                 | 552               |
| 2014-2015       | Dinamo Sassari                | Serie A         | 47      | 45      | 1372    | 148/337          | 71/276           | 191/243          | 182               | 190               | 96                | 2                 | 700               |
| 2015-2016       | Auxilium Pallacanestro Torino | Serie A         | 18      | 17      | 545     | 50/115           | 42/124           | 59/84            | 52                | 56                | 31                | 1                 | 285               |
| Totale carriera | Totale carriera               | Totale carriera | 97      | 94      | 2851    | 321/693          | 170/556          | 385/522          | 353               | 346               | 177               | 4                 | 1537              |

### Nazionale
| Cronologia completa delle presenze e dei punti in Nazionale - Stati Uniti | Cronologia completa delle presenze e dei punti in Nazionale - Stati Uniti | Cronologia completa delle presenze e dei punti in Nazionale - Stati Uniti | Cronologia completa delle presenze e dei punti in Nazionale - Stati Uniti | Cronologia completa delle presenze e dei punti in Nazionale - Stati Uniti | Cronologia completa delle presenze e dei punti in Nazionale - Stati Uniti | Cronologia completa delle presenze e dei punti in Nazionale - Stati Uniti | Cronologia completa delle presenze e dei punti in Nazionale - Stati Uniti |
| Data                                                                      | Città                                                                     | In casa                                                                   | Risultato                                                                 | Ospiti                                                                    | Competizione                                                              | Punti                                                                     | Note                                                                      |
| ------------------------------------------------------------------------- | ------------------------------------------------------------------------- | ------------------------------------------------------------------------- | ------------------------------------------------------------------------- | ------------------------------------------------------------------------- | ------------------------------------------------------------------------- | ------------------------------------------------------------------------- | ------------------------------------------------------------------------- |
| 26-10-2011                                                                | Guadalajara                                                               | Stati Uniti                                                               | 77 - 76                                                                   | Rep. Dominicana                                                           | Giochi panamericani                                                       | 12                                                                        | [ 5 ]                                                                     |
| 27-10-2011                                                                | Guadalajara                                                               | Stati Uniti                                                               | 88 - 77                                                                   | Brasile                                                                   | Giochi panamericani                                                       | 10                                                                        | [ 6 ]                                                                     |
| 28-10-2011                                                                | Guadalajara                                                               | Uruguay                                                                   | 82 - 80                                                                   | Stati Uniti                                                               | Giochi panamericani                                                       | 19                                                                        | [ 7 ]                                                                     |
| 29-10-2011                                                                | Guadalajara                                                               | Messico                                                                   | 71 - 55                                                                   | Stati Uniti                                                               | Giochi panamericani                                                       | 10                                                                        | [ 8 ]                                                                     |
| 30-10-2011                                                                | Guadalajara                                                               | Stati Uniti                                                               | 94 - 92                                                                   | Rep. Dominicana                                                           | Giochi panamericani                                                       | 6                                                                         | [ 9 ]                                                                     |
| Totale                                                                    |                                                                           | Presenze                                                                  | 5                                                                         |                                                                           | Punti                                                                     | 57                                                                        |                                                                           |

## Palmarès

### Club
- Campionato italiano: 1

Dinamo Sassari: 2014-15
- Coppa Italia: 1

Dinamo Sassari: 2015
- Supercoppa italiana: 1

Dinamo Sassari: 2014
- Campionato israeliano: 1

Hap. Gerusalemme: 2016-17
- Coppa di Lega israeliana: 1

Hapoel Gerusalemme: 2016

### Individuale
- MVP Supercoppa italiana: 1

Dinamo Sassari: 2014
- NBA D-League All-Star: 1

2012
- Ligat ha'Al MVP finali: 1

Hapoel Gerusalemme: 2016-17